# エンネットワーク
株式会社エンネットワーク（英名：EN NETWORK）は、テレビ番組制作の企画・CG制作・番組制作派遣の業務を行う制作プロダクションである。2003年1月20日設立。

## 沿革
- 2003年1月20日設立
- 2009年4月 自分史tv　開設
- 2010年4月 PRD 開設

## 関連会社
- 株式会社港家 - テレビ番組の撮影技術会社。

## 主な作品

### テレビ番組

#### 現在
レギュラー
- 松嶋×町山 未公開映画を観るTV
- あいのり2（フジテレビTWO）
- 仰天クイズ! 珍ルールSHOW（テレビ東京）

特番
- 日曜ビッグバラエティ『外国人の武者修行日記』（テレビ東京）
- 志村&所の戦うお正月『豪邸目利き』コーナー担当（テレビ朝日・朝日放送）
- 主治医が見つかる診療所（テレビ東京）
- 史上最強のドッキリ大作戦 特殊メイクで芸能人大変身（テレビ東京）

制作派遣
- めちゃ²イケてるッ!（フジテレビ）
- ライオンのごきげんよう（フジテレビ）
- ぶらり途中下車の旅（日本テレビ）
- 東京日和（日本テレビ）
- スーパーJチャンネル（テレビ朝日）
- 中井正広のブラックバラエティ（日本テレビ）

#### 過去
レギュラー
- 徳光和夫の情報スピリッツ（テレビ東京）
- あいのり（フジテレビ）
- 小さなごちそう（フジテレビ）
- 感涙!時空タイムス（テレビ大阪）
- いきなり結婚生活（テレビ東京）
- お茶の間の真実〜もしかして私だけ!?〜（テレビ東京）
- THE M（日本テレビ）
- ザ・逆流リサーチャーズ（テレビ東京）
- 逆流!シラベルトラベル（テレビ東京）

特番
- あなた愛されてますか?（フジテレビ）
- 目指せ!食ツウの星（ytv）
- 土曜スペシャル 温泉遺産の宿（テレビ東京）
- 命を懸けたオヤジ達の闘い秘境の絶景温泉!!（テレビ東京）
- Jリーグ31（スカイパーフェクTV!）
- ラブベースボール!!（スカイパーフェクTV!）
- ザ・ドキュメンタリー 少数民族カラーシャに恋をした!（テレビ東京）
- トラベルウォーズ（毎日放送）
- 奇跡の運命物語SP（よみうりテレビ）
- 月曜エンタぁテイメント（テレビ東京）
- 役者魂（フジテレビ）
- シンデレラ男（テレビ東京）

制作派遣
- 謎を解け!まさかのミステリー（日本テレビ）
- Dのゲキジョー 〜運命のジャッジ〜（フジテレビ）
- あっぱれ!!さんま大教授（フジテレビ）

### CG
- あいのり（フジテレビ）
- 田舎に泊まろう!（テレビ東京）
- 主治医が見つかる診療所（テレビ東京）
- ザ・ドキュメンタリー（テレビ東京）
- 史上最強の人間ドック ザ・快傑ドクター（TBS）
- TVチャンピオン2（テレビ東京）
- 3丁目のポスト（テレビ東京）
- お茶の間の真実（テレビ東京）
- 出没!アド街ック天国（テレビ東京）
- Dのゲキジョー ~運命のジャッジ~ （フジテレビ）
- 夢の扉~NEXT DOOR~（TBS）
- 行列のできる法律相談所（日本テレビ）
- 世界一受けたい授業（日本テレビ）
- 未来報道
- 日本史サスペンス劇場
- ルビンの壺〜賢者のささやき〜
- 謎を解け!まさかのミステリー
- 奇跡の扉 TVのチカラ
- みゅーじん
- 交通警察24時
- 志村&所の戦うお正月2008

他